# 丹麦海峡
丹麦海峡（后者指格陵兰海峡）是在格陵兰与冰岛之间的海峡。海峡的东北面有扬马延岛。丹麦海峡长480公里，最窄处阔290公里，连接北冰洋与大西洋。东格陵兰寒流流经该海峡，把冰山带到北大西洋。丹麦海峡也是重要的捕鱼地区。

## 历史
第二次世界大战时，丹麦海峡海战发生于1941年5月24日。德国的俾斯麦号战列舰击沉了英国的胡德号战列巡洋舰，1415人阵亡。
67°45′40″N 23°48′01″W / 67.76111°N 23.80028°W